# 石桥镇 (盘州市)
石桥镇，是中华人民共和国贵州省六盤水市盘州市下辖的一个乡镇级行政单位。
2015年6月4日，贵州省人民政府批复同意盘县乡镇行政区划调整，新设置的石桥镇辖原乐民镇、石桥镇地域，镇人民政府驻新街居委会。

## 行政区划
石桥镇下辖以下地区：
古里村、南冲村、妥乐村、西冲村、渔塘村、东冲村、香田村、大地村、果榔村、鲁番村、乐民社区、乐民村、关把山村、山岔村、小黄草坝村、核桃山村、六科村、大地村、欠屯村、黑坎村、梓木戛村、麻玉岗村、董家坟村、鲁底村、雅达村、水洞坪村、威箐村、红岩村、岔河村、海子村和普彝村。